# Takuma Ito
Takuma Ito (伊藤 拓真 Ito Takuma?, nacido el 11 de agosto de 1986 en Niigata) es un futbolista japonés que se desempeñaba como guardameta.

## Trayectoria

### Clubes
| Club                     | País     | Año         |
| ------------------------ | -------- | ----------- |
| Thespa Kusatsu           | Japón    | 2009 - 2011 |
| Albirex Niigata Singapur | Singapur | 2012        |
| Geylang International FC | Singapur | 2013        |
| ReinMeer Aomori          | Japón    | 2014 -      |

## Estadística de carrera

### J. League
| Club           | Año   | J. League | J. League | Copa J. League | Copa J. League | Total | Total |
| Club           | Año   | Part.     | Goles     | Part.          | Goles          | Part. | Goles |
| -------------- | ----- | --------- | --------- | -------------- | -------------- | ----- | ----- |
| Thespa Kusatsu | 2009  | 0         | 0         | -              | -              | 0     | 0     |
| Thespa Kusatsu | 2010  | 5         | 0         | -              | -              | 5     | 0     |
| Thespa Kusatsu | 2011  | 0         | 0         | -              | -              | 0     | 0     |
| Total          | Total | 5         | 0         | 0              | 0              | 5     | 0     |